# Соло для Луны и волка
«Соло для луны и волка» — советский короткометражный рисованный мультипликационный фильм 1990 года.
Первый из одного сюжета мультипликационного альманаха Весёлая карусель № 22.
В мультфильме звучит композиция Вячеслава Преображенского — «Ещё вчера…».

## Сюжет
Ночь в лесу. Волк вышел на охоту. Погнался за зайцем, а тот убежал в колючие кусты. Погнался ещё за мышкой, а та спряталась в пенек. Волк, увидев бабочку, хотел ее поймать, но упал в болото. Раздвинув камыши, он увидел, что там на мелководье на лунной дорожке Цапля танцует.
Схватил Волк птицу и на берег потащил. Еле вылез, а Цапля просит: «Волченька, серенький, позволь дотанцевать…». И стала танцевать, да так красиво, что Волк засмотрелся.
Цапля танцевала — танцевала, да и взлетела! И полетела она прямо в сторону Луны. «Ну, талант!» — только и смог сказать Волк.

## Создатели
| Авторы сценария            | Игорь Ковалев, Евгений Назаренко (в титрах как «В. Назаренко»)                                                    |
| Кинорежиссёр               | Александр Горленко                                                                                                |
| Художник-постановщик       | Надежда Михайлова                                                                                                 |
| Художники-мультипликаторы: | Александр Горленко, Андрей Игнатенко, Вячеслав Каюков (в титрах как «Б. Каюков»), Андрей Смирнов, Александр Панов |
| Композитор                 | Вячеслав Преображенский (в титрах как «А. Преображенский»)                                                        |
| Художники:                 | Евгения Цанева, М. Цуркис                                                                                         |
| Оператор                   | Александр Чеховский                                                                                               |
| Звукооператор              | Сергей Карпов |
| Редактор                   | Т. Чулкова |
| Монтажёр                   | Елена Белявская                                                                                                   |
| Директор съёмочной группы  | Лилиана Монахова                                                                                                  |

## Роли озвучивали (в титрах не указаны)
- Ольга Сирина — Цапля
- Владимир Прохоров — Волк

## Фестивали и награды
- 1993 — МКФ в Берлине — Участие в Программе «Kinderfilmfest»
- 1993 — МКФ детских фильмов в Берлине — Диплом
- 1993 — МКФ детских фильмов в Чикаго — Диплом[2]